# Microlandreva parvotibialis
Microlandreva parvotibialis är en insektsart som beskrevs av Hugel 2009. Microlandreva parvotibialis ingår i släktet Microlandreva och familjen syrsor. Inga underarter finns listade i Catalogue of Life.